# Roodnekhoningzuiger
De roodnekhoningzuiger (Aethopyga guimarasensis) is een zangvogel uit de familie Nectariniidae (honingzuigers).

## Verspreiding en leefgebied
Deze soort is endemisch op de Filipijnen en telt 2 ondersoorten:
- A. g. guimarasensis: Panay en Guimaras.
- A. g. daphoenonota: Negros.